# Công nghệ Biofloc
Biofloc (BFT) là tập hợp vật chất hữu cơ lơ lửng trong nước có chứa tảo, động vật nguyên sinh, vi sinh vật...; trong đó, chiếm ưu thế hơn là các vi sinh vật dị dưỡng; chúng được gắn kết với nhau bằng chất keo sinh học gọi polyhydroxy alkanoat (PHA) tạo thành khối bông, xốp, màu vàng nâu. Biofloc có hàm lượng chất lượng dinh dưỡng cao, trở thành thức ăn cho cho nhiều loại động vật thủy sinh (tôm, cá...).

## Ứng dụng
BFT là một công nghệ mới được ứng dụng rộng rãi trong nuôi trồng thủy sản. Khi bổ sung nguồn cacbon theo một tỷ lệ phù hợp cùng với lượng nitơ sẵn có trong môi trường ao nuôi sẽ giúp cho vi sinh vật dị dưỡng phát triển, chuyển hóa các hợp chất chứa nitơ thành protein trong sinh khối làm thức ăn tự nhiên cho cá, tôm.
Hiện nay, BFT được ứng dụng phổ biến trong nuôi trồng thủy sản ở nhiều nơi trên thế giới.